# Salvatore Scamardella
Salvatore Scamardella (Napels, 4 januari 1979) is een Italiaans wielrenner die tijdens zijn profcarrière (2002 t/m 2003) uitkwam voor Landbouwkrediet. Tijdens zijn profcarrière wist hij geen enkele keer op het podium te eindigen, wel deed hij in 2003 mee aan de Ronde van Italië, en eindigde daar als laatste (de rode lantaarn). Wel was dat tot dusver de laatste editie waarbij minder dan 100 renners de wedstrijd uitreden.

## Resultaten in voornaamste wedstrijden
| Jaar | Ronde van Italië | Ronde van Frankrijk | Ronde van Spanje |
| ---- | ---------------- | ------------------- | ---------------- |
| 2003 | 97e (laatste)    |                     |                  |

Advejev · Bernucci · Bileka · Cali · Cavagnis · Coudray · De Waele · Hrysjtsjenko · Lievens · Louder · Lucchini · Mattozza · Meirhaeghe · Metloesjenko · Mifune · Popovytsj · Romano · Scamardella · Sørensen · Streel · Van Landeghem · Van Malderghem · Vanhaecke · Vermeersch · Weynants · Anzà (stagiair) · Chadwick (stagiair) · Timosjin (stagiair)
Advejev · Anzà · Bernucci · Bileka · Bracke · Capelle · De Waele · Dierckxsens · Doema · Hrysjtsjenko · Lievens · Lucchini · Metloesjenko · Popovytsj · Scamardella · Steels · Streel · Stremersch · Timosjin · Vaitkus · Van Landeghem · Van Speybroeck · Verstrepen · Weynants · Draux (stagiair) · Monfort (stagiair) · Wijnands (stagiair)